# Ikerasaarsuk (Sisimiut)
Ikerasaarsuk [iˌkɜʁaˈsɑːsːuk] (nach alter Rechtschreibung Ikerasârssuk) ist eine wüst gefallene grönländische Siedlung im Distrikt Sisimiut in der Qeqqata Kommunia.

## Lage
Ikerasaarsuk liegt an einer gleichnamigen Meerenge, die den Ikertooq mit dem Ikerasaarsuk Amerlua verbindet bzw. die Insel Sallersua abtrennt. Ikerasaarsuk befindet sich 13 km südwestlich von Sarfannguit.

## Geschichte
Ikerasaarsuk soll 1903 besiedelt worden sein, allerdings muss der Ort anderen Quellen zufolge bereits 1901 existiert haben. Ab 1911 war Ikerasaarsuk Teil der Gemeinde Sarfannguit. 1918 lebten 18 Menschen an dem Wohnplatz, die drei Häuser bewohnten. Unter ihnen waren drei Jäger. Es gab einen Katecheten mit Katechetenschulabschluss. Die Bewohner lebten hauptsächlich von der Jagd auf Robben und Rentiere. Es ist überliefert, dass die Bewohner keine Boote hatten, um den Ort verlassen zu können. Das einzige vorhandene Boot war während eines Sturms weggeschwemmt worden. 1920 wurde der Ort aufgegeben. 1928 wurde er erneut besiedelt. 1930 lebten 8 Personen in Ikerasaarsuk, aber 1947 schon 43. Dennoch wurde Ikerasaarsuk 1953 endgültig verlassen.